# Людмила Стефанова
Людмила Стефанова Йомтова е български филолог, професор по антична и западноевропейска литература в Софийския университет. Съпруга на сценариста Мориц Йомтов, единият от двамата братя Мормареви.

## Биография
Родена е през 1924 г. Преподава в Софийския университет. От 1982 г. е професор.